# Koenraad van Beieren
Koenraad Luitpold Frans Jozef Maria (München, 22 november 1883 - Hinterstein, 6 september 1969) was het vierde en laatste kind van prins Leopold van Beieren en aartshertogin Gisela Louise Marie van Oostenrijk. Hij was een kleinkind van keizer Frans Jozef I en keizerin Elisabeth van Oostenrijk.
Op 8 januari 1921 trouwde Koenraad met prinses Bona Margaretha van Savoye (1896-1971). Uit het huwelijk werden geboren:
- Amalie Isabella Marie Gisela Margarete (15 december 1921 - 28 maart 1985). Zij trouwde op 25 augustus 1949 in Lugano met Umberto Poletti-Galimberti (Milaan, 21 juni 1921- aldaar, 18 februari 1995)
- Eugenius Leopold (1925-1997)

Hij is begraven in de Abdij van Andechs.
- Gemeinsame Normdatei: 137034814
- Virtual International Authority File: 81281209
- WorldCat: E39PBJgcYJ8vqtYfj8bkfPY9Dq